# Especiello
Especiello war ein spanischer Ort in den Pyrenäen in der Provinz Huesca der Autonomen Gemeinschaft Aragonien. Er lag etwa zwei Kilometer ostnordöstlich von Paternoy auf dem Gebiet der heutigen Gemeinde Bailo.